# Integrity
Integrity és un grup de hardcore punk originari de Cleveland, però radicat a Bèlgica des del 2003. Va ser format el 1988 pel cantant Dwid Hellion.
El seu so és una barreja de noise, punk rock i metalcore, amb influències que inclouen la música industrial i experimental. Els temes lírics inclouen la religió, el sobrenatural, l'art, la filosofia, l'horror, així com la salut mental i l'ocultisme. Han citat influències com Celtic Frost, Septic Death, Black Sabbath, Samhain, Metallica, Joy Division, Bauhaus i Throbbing Gristle.
Hellion també ha tingut nombrosos projectes paral·lels, com el projecte electrònic, Psywarfare, Vermapyre, de temàtica de terror, i la banda Enforced.

## Discografia
- Those Who Fear Tomorrow (1991, Overkill)
- Den of Iniquity (EP, 1993)
- Hooked, Lung, Stolen Breath Cunt (EP, 1994)
- Systems Overload (1995, Victory Records)
- Humanity is the Devil (1996, Victory)
- Seasons in the Size of Days (1997, Victory)
- Integrity 2000 (1999, Victory)
- Final Taste of Every Sin (EP, 1999)
- Closure (2001, Victory)
- In Contrast of Tomorrow (EP, 2001)
- To Die For (2003, Deathwish Inc.)
- Palm Sunday (directe, 2006, Aurora Borealis)
- The Blackest Curse (2010, Deathwish)
- Suicide Black Snake (2013, A389/Magic Bullet)[9]
- Howling, For the Nightmare Shall Consume (2017, Relapse Records)[10]
- All Death Is Mine: Total Domination (2024, Relapse Records)[11]